# エゾウスユキソウ
エゾウスユキソウ（蝦夷薄雪草、学名：Leontopodium discolor ）は、キク科ウスユキソウ属の多年草。高山植物。別名、レブンウスユキソウ（礼文薄雪草）。

## 特徴
茎の高さは13-33cmになる。根出葉は長さ3.5-8cmになる倒披針形で、茎につく葉は10-20個が互生し、長さ3-5cm、幅3-8mmになる倒披針形で、先はとがり、基部はしだいに細くなるが鞘状にはならない。
花期は7-8月。頭花の縁に星状につく苞葉は径2.5-6cmになる。頭花は径6mmになり、5-22個が密生する。頭花には雄花と雌花が混在する。果実は痩果で長さ1mmの長楕円形になり、4稜がある。

## 分布と生育環境
北海道の礼文島、藻琴山、ニペソツ山、釧路町昆布森に分布し、乾いた岩礫地や草地に生育する。サハリンにも分布する。

## 保全状況評価
絶滅危惧IB類 (EN)（環境省レッドリスト）
（2012年環境省レッドリスト）